# Ріпульєт
Ріпульє́т (кат. Ripollet) - муніципалітет, розташований в Автономній області Каталонія, в Іспанії. Код муніципалітету за номенклатурою Інституту статистики Каталонії - 81803. Знаходиться у районі (кумарці) Бальєс-Уксідантал (коди району - 40 та VC) провінції Барселона, згідно з новою адміністративною реформою перебуватиме у складі Баґарії (округи) Барселона. За кількістю населення у 2007 р. місто займало 32 місце серед муніципалітетів Каталонії.

## Населення
Населення міста (у 2007 р.) становить 35.661 особа (з них менше 14 років - 16,4%, від 15 до 64 - 71,6%, понад 65 років - 12%). У 2006 р. народжуваність склала 517 осіб, смертність - 212 осіб, зареєстровано 162 шлюби. У 2001 р. активне населення становило 15.843 особи, з них безробітних - 1.963 особи.

Серед осіб, які проживали на території міста у 2001 р., 18.475 народилися в Каталонії (з них 11.024 особи у тому самому районі, або кумарці), 10.650 осіб приїхало з інших областей Іспанії, а 1.110 осіб приїхало з-за кордону. 

Університетську освіту має 6,6% усього населення. 

У 2001 р. нараховувалося 10.613 домогосподарств (з них 15,6% складалися з однієї особи, 28,2% з двох осіб,24,1% з 3 осіб, 23,7% з 4 осіб, 6,3% з 5 осіб, 1,5% з 6 осіб, 0,3% з 7 осіб, 0,1% з 8 осіб і 0,2% з 9 і більше осіб).

Активне населення міста у 2001 р. працювало у таких сферах діяльності : у сільському господарстві - 0,4%, у промисловості - 38,7%, на будівництві - 11,3% і у сфері обслуговування - 49,7%. 

 У муніципалітеті або у власному районі (кумарці) працює 9.260 осіб, поза районом - 9.351 особа.

### Доходи населення
У 2002 р. доходи населення розподілялися таким чином :
| \| Доходи населення за статтями доходів \| Доходи населення за статтями доходів \| Доходи населення за статтями доходів \| \| Рік \| 2002 р. \| 2001 р. \| \| ------------------------------------ \| ------------------------------------ \| ------------------------------------ \| \| Заробітна платня \| 65,1% \| 66,6% \| \| Доходи від ведення бізнесу \| 18,8% \| 17,8% \| \| Соціальна допомога \| 16,1% \| 15,6% \| |         |         |
| Доходи населення за статтями доходів |         |         |
| Рік | 2002 р. | 2001 р. |
| Заробітна платня | 65,1%   | 66,6%   |
| Доходи від ведення бізнесу | 18,8%   | 17,8%   |
| Соціальна допомога | 16,1%   | 15,6%   |

### Безробіття
У 2007 р. нараховувалося 1.639 безробітних (у 2006 р. - 1.816 безробітних), з них чоловіки становили 37,2%, а жінки - 62,8%.

## Економіка
У 1996 р. валовий внутрішній продукт розподілявся по сферах діяльності таким чином :
| \| Валовий внутрішній продукт \| Валовий внутрішній продукт \| Валовий внутрішній продукт \| \| Рік \| 1996 р. \| 1991 р. \| \| -------------------------- \| -------------------------- \| -------------------------- \| \| Сільське господарство \| 0,2% \| 0,3% \| \| Промисловість \| 49,1% \| 51,2% \| \| Будівництво \| 8% \| 9,4% \| \| Послуги \| 42,7% \| 39,1% \| |         |         |
| Валовий внутрішній продукт |         |         |
| Рік | 1996 р. | 1991 р. |
| Сільське господарство | 0,2%    | 0,3%    |
| Промисловість | 49,1%   | 51,2%   |
| Будівництво | 8%      | 9,4%    |
| Послуги | 42,7%   | 39,1%   |

### Підприємства міста

#### Промислові підприємства
| \| Промислові підприємства міста, за сферою діяльності \| Промислові підприємства міста, за сферою діяльності \| Промислові підприємства міста, за сферою діяльності \| \| Рік \| 2002 р. \| 2001 р. \| \| --------------------------------------------------- \| --------------------------------------------------- \| --------------------------------------------------- \| \| Енергетичні та водні ресурси \| 0,5% \| 0,5% \| \| Хімія та метали \| 5,3% \| 5,3% \| \| Переробка металів \| 46,5% \| 45,7% \| \| Продукти харчування \| 5,8% \| 6% \| \| Текстиль \| 12% \| 12,2% \| \| Виробництво меблів, видання \| 21,9% \| 22,5% \| \| Інше \| 8% \| 7,9% \| \| Усього підприємств \| 415 \| 418 \| |         |         |
| Промислові підприємства міста, за сферою діяльності |         |         |
| Рік | 2002 р. | 2001 р. |
| Енергетичні та водні ресурси | 0,5%    | 0,5%    |
| Хімія та метали | 5,3%    | 5,3%    |
| Переробка металів | 46,5%   | 45,7%   |
| Продукти харчування | 5,8%    | 6%      |
| Текстиль | 12%     | 12,2%   |
| Виробництво меблів, видання | 21,9%   | 22,5%   |
| Інше | 8%      | 7,9%    |
| Усього підприємств | 415     | 418     |

#### Роздрібна торгівля
| \| Підприємства роздрібної торгівлі міста, за сферою діяльності \| Підприємства роздрібної торгівлі міста, за сферою діяльності \| Підприємства роздрібної торгівлі міста, за сферою діяльності \| \| Рік \| 2002 р. \| 2001 р. \| \| ------------------------------------------------------------ \| ------------------------------------------------------------ \| ------------------------------------------------------------ \| \| Продукти харчування \| 34,7% \| 34% \| \| Одяг та взуття \| 18,2% \| 18,5% \| \| Товари для дому \| 13,1% \| 12,7% \| \| Книги та періодичні видання \| 3,3% \| 3,7% \| \| Промислова хімічна продукція \| 7,6% \| 7,9% \| \| Продукція, пов'язана з транспортними засобами \| 6% \| 6% \| \| Інше \| 17,1% \| 17,1% \| \| Усього підприємств \| 450 \| 432 \| |         |         |
| Підприємства роздрібної торгівлі міста, за сферою діяльності |         |         |
| Рік | 2002 р. | 2001 р. |
| Продукти харчування | 34,7%   | 34%     |
| Одяг та взуття | 18,2%   | 18,5%   |
| Товари для дому | 13,1%   | 12,7%   |
| Книги та періодичні видання | 3,3%    | 3,7%    |
| Промислова хімічна продукція | 7,6%    | 7,9%    |
| Продукція, пов'язана з транспортними засобами | 6%      | 6%      |
| Інше | 17,1%   | 17,1%   |
| Усього підприємств | 450     | 432     |

#### Сфера послуг
| \| Підприємства міста, що працюють у сфері послуг, за діяльністю \| Підприємства міста, що працюють у сфері послуг, за діяльністю \| Підприємства міста, що працюють у сфері послуг, за діяльністю \| \| Рік \| 2002 р. \| 2001 р. \| \| ------------------------------------------------------------- \| ------------------------------------------------------------- \| ------------------------------------------------------------- \| \| Гуртова торгівля \| 12% \| 11,2% \| \| Готелі та готельний бізнес \| 17,2% \| 18,3% \| \| Транспорт та зв'язок \| 31,1% \| 30,4% \| \| Посередницькі фінансові послуги \| 3,4% \| 3,6% \| \| Послуги підприємствам \| 6,2% \| 5,9% \| \| Послуги фізичним особам \| 20,6% \| 20,8% \| \| Нерухомість та ін. \| 9,5% \| 9,7% \| \| Усього підприємств \| 975 \| 944 \| |         |         |
| Підприємства міста, що працюють у сфері послуг, за діяльністю |         |         |
| Рік | 2002 р. | 2001 р. |
| Гуртова торгівля | 12%     | 11,2%   |
| Готелі та готельний бізнес | 17,2%   | 18,3%   |
| Транспорт та зв'язок | 31,1%   | 30,4%   |
| Посередницькі фінансові послуги | 3,4%    | 3,6%    |
| Послуги підприємствам | 6,2%    | 5,9%    |
| Послуги фізичним особам | 20,6%   | 20,8%   |
| Нерухомість та ін. | 9,5%    | 9,7%    |
| Усього підприємств | 975     | 944     |

## Житловий фонд
У 2001 р. 12,1% усіх родин (домогосподарств) мали житло метражем до 59 м2, 61,8% - від 60 до 89 м2, 19,6% - від 90 до 119 м2 і
6,5% - понад 120 м2.

З усіх будівель у 2001 р. 24,4% було одноповерховими, 39,4% - двоповерховими, 10,8
% - триповерховими, 4% - чотириповерховими, 11,3% - п'ятиповерховими, 6,2% - шестиповерховими,
2,9% - семиповерховими, 1% - з вісьмома та більше поверхами.

## Автопарк
| \| Автомобілі, зареєстровані у місті, за призначенням \| Автомобілі, зареєстровані у місті, за призначенням \| Автомобілі, зареєстровані у місті, за призначенням \| \| Рік \| 2006 р. \| 2005 р. \| \| -------------------------------------------------- \| -------------------------------------------------- \| -------------------------------------------------- \| \| Приватні автомобілі \| 73,6% \| 74,4% \| \| Мотоцикли \| 7,9% \| 7,2% \| \| Вантажівки \| 15,3% \| 15,4% \| \| Трактори \| 0,5% \| 0,4% \| \| Автобуси та ін. \| 2,8% \| 2,6% \| \| Усього автомобілів \| 20.874 шт. \| 20.307 шт. \| |            |            |
| Автомобілі, зареєстровані у місті, за призначенням |            |            |
| Рік | 2006 р.    | 2005 р.    |
| Приватні автомобілі | 73,6%      | 74,4%      |
| Мотоцикли | 7,9%       | 7,2%       |
| Вантажівки | 15,3%      | 15,4%      |
| Трактори | 0,5%       | 0,4%       |
| Автобуси та ін. | 2,8%       | 2,6%       |
| Усього автомобілів | 20.874 шт. | 20.307 шт. |

## Вживання каталанської мови
У 2001 р. каталанську мову у місті розуміли 92% усього населення (у 1996 р. - 90,1%), вміли говорити нею 63,6% (у 1996 р. - 
57,9%), вміли читати 65,9% (у 1996 р. - 57,6%), вміли писати 41,5
% (у 1996 р. - 34,9%). Не розуміли каталанської мови 8%.

## Політичні уподобання
У виборах до Парламенту Каталонії у 2006 р. взяло участь 12.016 осіб (у 2003 р. - 13.831 особа). Голоси за політичні сили розподілилися таким чином:
| \| Вибори до Парламенту Каталонії \| Вибори до Парламенту Каталонії \| Вибори до Парламенту Каталонії \| \| Рік \| 2006 р. \| 2003 р. \| \| -------------------------------------- \| ------------------------------ \| ------------------------------ \| \| Конвергенція та Єднання (CiU) \| 23% \| 22,5% \| \| Соціалістична партія Каталонії (PSC) \| 37,1% \| 44,2% \| \| Народна партія (PP) \| 13,4% \| 12,9% \| \| Ініціатива за зелену Каталонію (IC) \| 10,3% \| 8,7% \| \| Республіканська лівиця Каталонії (ERC) \| 8,7% \| 9,7% \| \| Громадянська партія (C's) \| 4,7% \| 0% \| \| Інші \| 2,9% \| 2,1% \| |         |         |
| Вибори до Парламенту Каталонії |         |         |
| Рік | 2006 р. | 2003 р. |
| Конвергенція та Єднання (CiU) | 23%     | 22,5%   |
| Соціалістична партія Каталонії (PSC) | 37,1%   | 44,2%   |
| Народна партія (PP) | 13,4%   | 12,9%   |
| Ініціатива за зелену Каталонію (IC) | 10,3%   | 8,7%    |
| Республіканська лівиця Каталонії (ERC) | 8,7%    | 9,7%    |
| Громадянська партія (C's) | 4,7%    | 0%      |
| Інші | 2,9%    | 2,1%    |

У муніципальних виборах у 2007 р. взяло участь 11.743 особи (у 2003 р. - 13.894 особи). Голоси за політичні сили розподілилися таким чином:
| \| Муніципальні вибори \| Муніципальні вибори \| Муніципальні вибори \| \| Рік \| 2007 р. \| 2003 р. \| \| -------------------------------------- \| ------------------- \| ------------------- \| \| Конвергенція та Єднання (CiU) \| 11,3% \| 12,8% \| \| Соціалістична партія Каталонії (PSC) \| 36% \| 34,8% \| \| Народна партія (PP) \| 16,2% \| 16% \| \| Ініціатива за зелену Каталонію (IC) \| 4,7% \| 8,9% \| \| Республіканська лівиця Каталонії (ERC) \| 4,7% \| 27,5% \| \| Громадянська партія (C's) \| 0% \| 0% \| \| Інші \| 27,1% \| 0% \| |         |         |
| Муніципальні вибори |         |         |
| Рік | 2007 р. | 2003 р. |
| Конвергенція та Єднання (CiU) | 11,3%   | 12,8%   |
| Соціалістична партія Каталонії (PSC) | 36%     | 34,8%   |
| Народна партія (PP) | 16,2%   | 16%     |
| Ініціатива за зелену Каталонію (IC) | 4,7%    | 8,9%    |
| Республіканська лівиця Каталонії (ERC) | 4,7%    | 27,5%   |
| Громадянська партія (C's) | 0%      | 0%      |
| Інші | 27,1%   | 0%      |